# Szentpéterfa
Szentpéterfa (em croata: Petrovo Selo; alemão: Prostrum) é um município da Hungria, situado no condado de Vas. Tem 31,24 km² de área e sua população em 2015 foi estimada em 987 habitantes.